# Jan Vansina
Jan Vansina, född 14 september 1929 i Antwerpen i Belgien, död 8 februari 2017, var en belgisk historiker och antropolog, som ansågs vara en auktoritet beträffande Centralafrikas historia. Han var en föregångsman rörande metodologi beträffande muntlig historia.
Jan Vansina utbildade sig först till medeltidshistoriker och etnolog. Han disputerade 1957 i historia vid Katolska universitetet i Leuven. Han inriktade sig på historia för centralafrikanska samhällen före deras kontakt med européer.